# Longford (Irlande)
Pour les articles homonymes, voir Longford.
Longford (An Longfort en irlandais) est une ville du comté de Longford en république d'Irlande.
Son nom vient de l’irlandais long (bateau) et phoirt (port).
À la suite d’un raid, des Vikings se sont installés sur ce site.
L'implantation n'a pas constitué une ville proprement dite, son territoire était sous la domination du clan local qui dirigeait le centre et le sud du comté de Longford (il constituait alors le royaume d'Anghaile ou Annaly). La ville fut aussi connue sous le nom de Longphort Uí Fhearghail (Fort d'O'Farrell).
Les Dominicains y fondèrent un prieuré en 1400.
Sa cathédrale Saint-Mel, siège du diocèse catholique d’Ardagh et Clonmacnoise, a été détruite par le feu à Noël 2009.

### Article lié
- Liste des villes de la république d'Irlande